# Kalinka (zangeres)
Kalinka, geboren als Gilberte Verschaeren (Duffel, 28 juni 1939), is een Vlaams zangeres en presentatrice. Ze was actief in de tweede helft van de jaren zestig en eerste helft van de jaren zeventig. Ze zong Nederlandstalige gospel- en popmuziek. Ze zong meermaals op internationale songfestivals en had eigen televisieshows.

## Biografie
Verschaeren studeerde af aan het Conservatorium van Brussel. Ze deed drie maal mee aan de Belgische voorrondes van het Eurovisiesongfestival, Canzonissima in 1967, Canzonissima in 1971 en 'Liedje voor Luxemburg' in 1973. Ze wist zich in deze jaren niet te kandideren voor het songfestival zelf. Verder won ze in 1968 de tweede prijs tijdens het Gouden Orpheus Festival in Bulgarije en in hetzelfde jaar het Bronzen Hert (derde prijs) tijdens het festival Cerbul de Aur in Roemenië.  In 1969 vertegenwoordigde Kalinka Luxemburg op het songfestival van Malta. Enkele andere deelnemers daar waren David Bowie (Verenigd Koninkrijk), Ann Soetaert (België) en Patricia Paay (Nederland).
In eigen land deed Kalinka verschillende malen mee aan het internationale songfestival van Knokke. Met de Belgische ploeg werd ze tweede in 1964 en in 1972 en eerste in 1973. In 1968 nam ze haar eerste elpee op en verder bracht ze verschillende singles uit. Eind jaren 60 en begin jaren 70 was ze verschillende keren de host van de Kalinka Show op de BRT.
Haar single De gouden ring bereikte in 1972 de Vlaamse hitlijsten. Haar lied Niemand heeft je ooit gezien (1972) werd gecoverd door de Nederlandse zangeressen Helga (Annie de Cocq-van Eeuwijk) (in 1972 en 1982), Marjan Kampen / Marjan Berger (ook bekend van het duo Cees de Wit & Marjan en als duo met Theo Diepenbrock en later als het duo Frank & Mirella. In 2014 is het nummer nog een keer gecoverd door Sieneke.
Tijdens haar werk op een cruiseschip ontmoette ze een Griekse dokter met wie ze trouwde. Met hem ging ze mee naar Loutraki in Griekenland, wat het einde van haar zangcarrière betekende. Rond 2008 keerde ze terug naar haar eigen land.

## Discografie[3]
Album
- 1968: Kalinka

Singles (selectie)
- 1963: Weet je waarom / Ik zal altijd op je wachten (Kalinka en De Skyliners)
- 1964: J'm'en fous, je t'aime / Va-t'en
- 1964: J'm'en fous, je t'aime (Vlaamse versie) / Ik ben zo bang
- 1964: J'm'en fous, je t'aime (Duitse versie) / Ich Habe Angst
- 1964: Que reste t'Il? / Des oeillets blancs
- 1964: Les poteaux / Mimi Calypso
- 1964: 'k Voel me lekker / Do de Ye Ye
- 1965: Is het goodbye / Ga heen
- 1965: Vacances / C'est une rengaine
- 1966: Denn Mein Herz / Tausend Küsse, Tausend Grüße
- 1966: Ik heb geen juwelen / Marmer, staal en steen vergaan
- 1971: Sweeter and better / Jim
- 1971: Liever en beter / Zo gezegd, zo gedaan
- 1972: Ik kan niet zonder jou / Sing a long song
- 1972: De gouden ring / Liefde en appeltaart
- 1972: Eenzaam / Niemand heeft je ooit gezien
- 1973: Lai Lai / The divorce
- 1973: Sir Henry / Linda

- International Standard Name Identifier: 0000 0004 5164 8034
- MusicBrainz: 73e3581f-d8c5-428c-a091-6220619cf058
- Virtual International Authority File: 316988077